# مختصات یاکوبی
در تئوری سیستم های ذره ای ، مختصات یاکوبی اغلب برای ساده سازی فرمول ریاضی استفاده می شوند. این مختصات به ویژه در مولکولهای چند اتمی و واکنشهای شیمیایی ،  و در مکانیک سماوی رایج است.  یک الگو برای تولید مختصات یاکوبی برای N  جسم ممکن است بر پایه درخت دودویی باشد.  در کلمات ، الگو به شرح زیر است: 

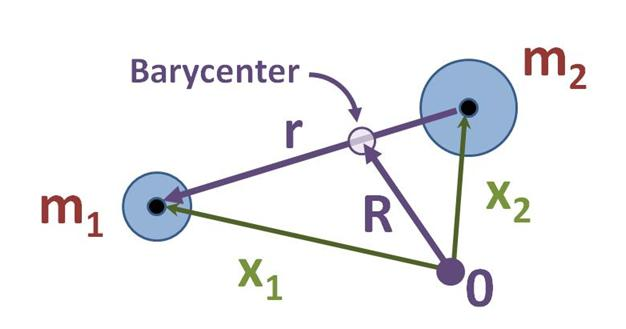
یاکوبی برای مسئله دو جسم هماهنگی می کند. و با.

بگذارید m j و m k جرم دو جسم باشند که جسم جدیدی از جرم مجازی M = m j + m k جایگزین می شوند. مختصات موقعیت x j و x k با موقعیت نسبی آنها r jk = x j جایگزین می شوند   −   x k و توسط بردار به مرکز جرم آنها R jk = ( m j q j + m k q k ) / ( m j + m k ). گره موجود در درخت دودویی که مربوط به جسم مجازی است m j را به عنوان فرزند راست خود و m k به عنوان فرزند چپ خود قرار داده است. منظور از کودکان نشان دهنده نسبی مختصات نقاط از x K به x J. مرحله بالا را برای N تکرار کنید   −   ۱ جسم ، یعنی ن   −   ۲ جسم اصلی به همراه جسم مجازی جدید.
برای مشکل بدن - ان نتیجه این است: 
{\displaystyle {\boldsymbol {r_{j}}}={\frac {1}{m_{0j}}}\sum _{k=1}^{j}m_{k}{\boldsymbol {x_{k}}}\ -\ {\boldsymbol {x_{j+1}}}\,\quad (j=1,2,\dots ,N-1)}
{\displaystyle {\boldsymbol {r_{N}}}={\frac {1}{m_{0N}}}\sum _{k=1}^{N}m_{k}{\boldsymbol {x_{k}}}\,}
با
{\displaystyle m_{0j}=\sum _{k=1}^{j}\ m_{k}\ .}
بردار {\displaystyle {\boldsymbol {r_{N}}}} مرکز جرم جسم است:

مجموعه احتمالی مختصات یاکوبی برای مشکل چهار جسم. مختصات یاکوبی r _{۱} ، r _{۲} ، r _{۳} و مرکز جرم R است.

نتیجه ای که با آن باقی مانده است ، بنابراین یک سیستم از مختصات N -۱ به طور ترجمه ای بی تحرک است {\displaystyle {\boldsymbol {r_{1}}},\dots ,{\boldsymbol {r_{N-1}}}} و یک مرکز هماهنگی جمعی {\displaystyle {\boldsymbol {r_{N}}}} ، از تکرار سیستمهای دو جسم در سیستم چند جسمی.